# Gorodovikovsk
Gorodovikovsk (rusky Городовиковск) je město v Kalmycké republice v Ruské federaci. Při sčítání lidu v roce 2010 měl bezmála deset tisíc obyvatel.

## Poloha
Gorodovikovsk leží v Kumomanyčské propadlině v západním výběžku Kalmycké republiky, jen zhruba deset kilometrů od hranice s Rostovskou oblastí rozkládající se severně a západně  a zhruba deset kilometrů od hranice se Stavropolským krajem rozkládajícím se jižně.
Od Elisty, hlavního města republiky,je vzdálen přibližně 240 kilometrů západně. Bližší větší město je  Salsk ležící přibližně šedesát kilometrů severozápadně v Rostovské oblasti.

## Dějiny
Obec zde byla založena Kalmyky v roce 1872 pod jménem Bašanta. Od roku 1909 byla správním střediskem místního okresu. V roce 1938, kdy už byla součástí Kalmycké autonomní sovětské socialistické republiky, se stala sídlem městského typu. 
V létě 1942, během druhé světové války, byla Bašanta obsazena německými jednotkami. Dne 21. ledna 1943 sovětské jednotky 28. armády a 110. samostatné Kalmycké jízdní divize znovu získaly kontrolu nad Bašantou. Dne 28. prosince 1943 bylo kalmycké obyvatelstvo deportováno za údajnou spolupráci s Němci na Sibiř.
V roce 1971 byla Bašanta povýšena na město a přejmenována k poctě generálplukovníka Oky Ivanoviče Gorodovikova.

### Rodáci
- Alexej Sergejevič Pomerko (* 1990), fotbalista